# Xu Jiatun
Xu Jiatun (chinesisch 許家屯 / 许家屯, Pinyin Xǔ Jiātún; * 10. März 1916 in Rugao; † 29. Juni 2016 in Los Angeles) war ein hochrangiger Politiker der Volksrepublik China und späterer Dissident. Er war von 1977 bis 1983 erster Sekretär des Komitees der Kommunistischen Partei der Provinz Jiangsu. Von 1983 bis 1990 vertrat er die Volksrepublik China als inoffizieller Botschafter in Hongkong, um die Übergabe der Kronkolonie an China vorzubereiten. Er floh im Jahre 1990 nach der gewaltsamen Niederschlagung der Proteste auf dem Tian’anmen-Platz und seiner Pensionierung in die USA.
Anfang der 1980er Jahre begann die chinesische Partei- und Staatsführung, sich über die Zukunft Hongkongs als Teil der Volksrepublik China Gedanken zu machen. Deng Xiaoping, der die Volksrepublik zu jener Zeit faktisch führte, erkannte, dass Peking eine hochrangige Person nach Hongkong entsenden muss, um den Kontakt zu einflussreichen Hongkongern aufzubauen und um die oberste Führungsebene der KP direkt über die Eigenheiten der Kolonie zu unterrichten. Darüber hinaus sollte er Personal für die Zeit nach der Rückgabe der Stadt an die Volksrepublik aufbauen. Die Wahl Dengs für diese Position fiel auf Xu, weil er bereits im wirtschaftlichen Konsolidierungsprozess von Nanjing, später der gesamten Provinz Jiangsu am Ende der Kulturrevolution eine wichtige Rolle gespielt hatte. In seiner Funktion als Gouverneur und Parteisekretär von Jiangsu war er für die Entwicklung von freien Märkten eingetreten, was im Rahmen der Vier Modernisierungen zu Beginn der Reform- und Öffnungspolitik zur Verdoppelung des Bruttoinlandsproduktes der Provinz von 1976 bis 1983 beigetragen hatte.
Deng besuchte Xu während des chinesischen Neujahrsfestes 1983. Bereits im April 1983 wurde er darüber informiert, dass er die Verantwortung für die gesamten Beziehungen zwischen der Volksrepublik und Hongkong übertragen bekommen und permanent in Hongkong angesiedelt sein würde. Per 30. Juni 1983 wurde er zum Sekretär der Hongkong-Macau-Arbeitsgruppe der Kommunistischen Partei ernannt und wurde Mitglied des 11. und 12. Zentralkomitees der Kommunistischen Partei Chinas. Für die tägliche Arbeit bezüglich der Rückgabe von Macau und Hongkong in Peking wurde der frühere Außenminister Ji Pengfei eingesetzt, politisch waren Zhao Ziyang und Li Xiannian zuständig.
Xu trat in Hongkong offiziell die Stelle des Leiters der Hongkonger Außenstelle der Nachrichtenagentur Xinhua an. Seine Ernennung zeigte, dass Peking die Übergabe Hongkongs zu einer Angelegenheit von nationaler Wichtigkeit erklärt hatte, denn Xu war der bis dahin höchstrangige Vertreter, der von Peking in der Stadt entsendet worden war. Er musste aus den Hongkonger Kommunisten, deren Fähigkeiten damals über das Wiederholen von Slogans und Kritisierens der Regierung und Wirtschaft nicht hinausgingen, eine Organisation bauen, die Hongkong nach der Rückgabe verwalten konnte. Um diese Ziele zu erreichen, setzte Xu eine Arbeitsgruppe unter Leitung von Yang Zhenhan (Bruder des Nobelpreisgewinners Chen Ning Yang) ein, brachte Mitglieder der Chinesischen Akademie der Sozialwissenschaften nach Hongkong und vermittelte hochrangige Kontakte zwischen Hongkong und Festlandchina. Das Personal von Xinhua Hongkong vervierfachte er; Arbeitsgruppen wurden eingerichtet, um die Hongkonger Institutionen zu verstehen. Mit seiner Offenheit schaffte er es, das Vertrauen der Hongkonger zu gewinnen. Er versicherte ihnen, dass kein Grund zur Sorge bezüglich der Zeit nach der Rückgabe der Kolonie bestünde. Xu hatte auch den Mut, über die wirkliche Stimmung der Bewohner Hongkongs nach Peking zu berichten. Während die Kommunisten Hongkongs und auch Geschäftsleute immer das an Peking berichtet hatten, von dem sie meinten, was man dort hören wollte – also dass die Bewohner der Stadt auf die Befreiung durch das Mutterland warteten, so bekam die Parteiführung in Peking von Xu zu hören, dass die Hongkonger der KP misstrauten, dass sie sich dem Untergang geweiht sahen, dass sie die britische Verwaltung und die Rechtsstaatlichkeit achteten, und dass es Zweifel daran gab, ob Peking die richtige Führung für Hongkong bieten könnte.
Nach der Unterzeichnung der chinesisch-britischen gemeinsamen Erklärung zu Hongkong wählte Xu jene 23 Vertreter Hongkongs aus, die an der Ausarbeitung des Hong Kong Basic Law mitwirken sollten. Um Vertrauen zu schaffen, wählte er Vertreter aus allen Gesellschaftsbereichen. Er selbst war Vizevorsitzender des Komitees zur Ausarbeitung des Basic Law.
Nur wenige Monate nach Verabschiedung des Basic Law wurden in Peking die Proteste auf dem Tian’anmen-Platz gewaltsam beendet. Dies führte in Hongkong zu den größten Demonstrationen in der Geschichte der Stadt; von den damals fünf Millionen Einwohnern beteiligte sich eine Million Einwohner an den Protesten. Xu unternahm nichts gegen Angestellte von Xinhua, die sich an den Demonstrationen beteiligten. Er verteidigte die Kritik Hongkongs an der Pekinger Staats- und Parteispitze und erlaubte stillschweigend die Berichte in den Medien der Stadt über die Ereignisse.
Im Januar 1990 wurde Xu in seinen Funktionen abgelöst und durch Zhou Nan ersetzt. Xu war damals einerseits bereits 70 Jahre alt, andererseits hatte er mit dem nach den Protesten unter Hausarrest stehenden Zhao Ziyang eng zusammengearbeitet und Sympathien für die Demonstranten gezeigt. Er floh in die USA, nachdem eine disziplinarische Untersuchung gegen ihn eingeleitet worden war. Später wurde Xu aus der Kommunistischen Partei ausgeschlossen. Sein Wunsch, im Alter nach China zurückkehren zu dürfen, wurde nicht erfüllt. Er starb 2016 in Los Angeles im Alter von 100 Jahren.